# 霍勒斯·威尔士

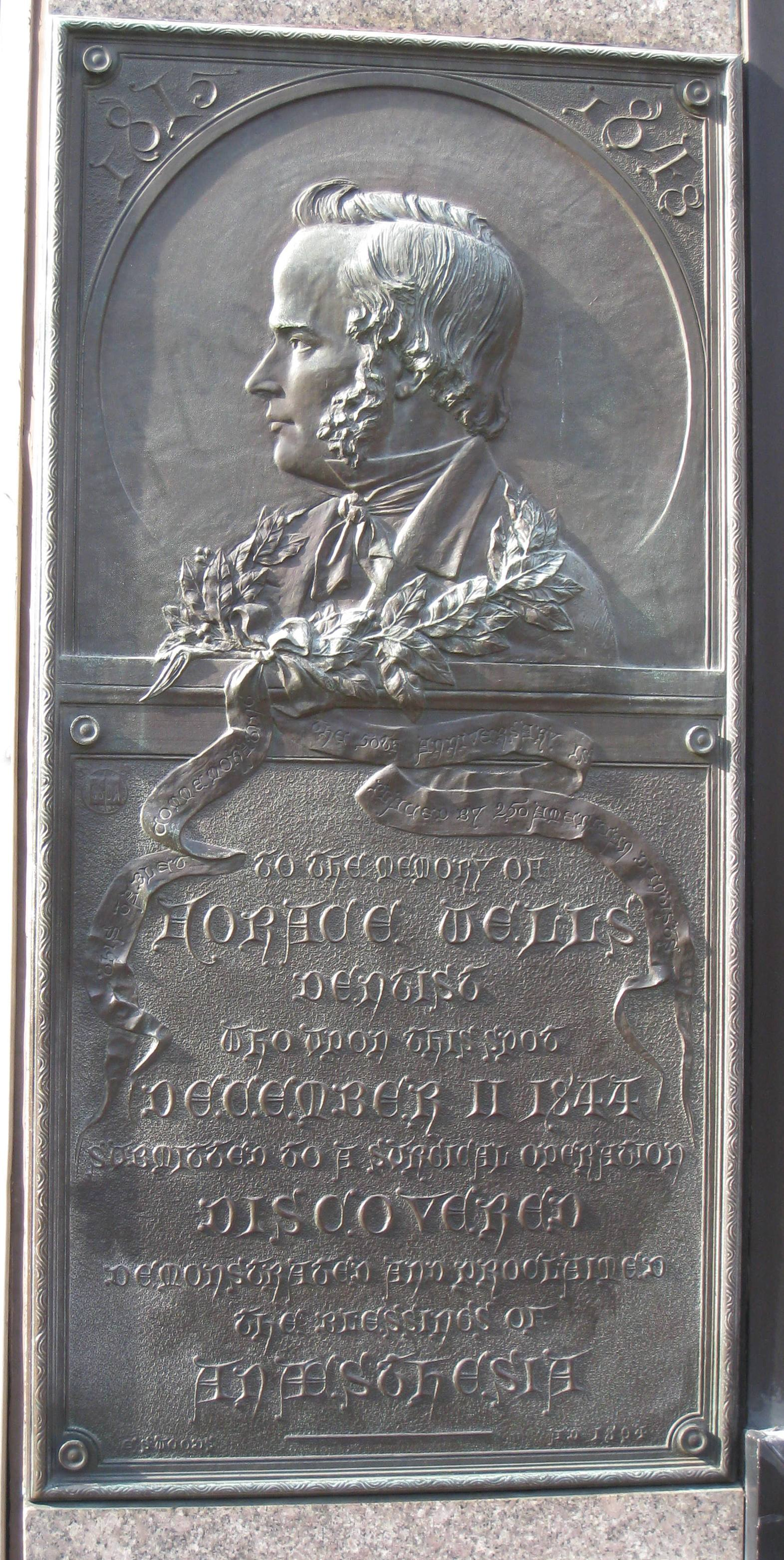
霍勒斯·威尔士

霍勒斯·威尔士（英語：Horace Wells，1815年1月21日—1848年1月24日），美国牙科医生，现代麻醉学的先驱者。

## 生平
威尔士出生于佛蒙特州哈特福德，在其在波士顿研读牙医技术前，曾在新罕布什尔州的沃波尔市接受教育。在获得学位之后，他与威廉·莫顿合作开始在康乃狄克州的哈特福行医，后者后来因为将乙醚用作麻醉剂而闻名。
威尔士于1844年将笑气用作麻醉剂，并示范给他的学生，曾参加过巡回马戏团的加德纳·昆西·科尔顿。威尔士觉得似乎可行，便将这种技术用在自己病人身上。他不打算申请专利，因为他觉得麻醉技术应该“像空气一樣免費”(as free as the air)。
1845年，威尔士在波士顿的麻省总医院做了公开表演。然而，笑气没有被病人正确吸入，病人因疼痛大声哭了出来。观看的学者们嘲笑威尔士并大声起哄：“骗子！骗子！”因为这次困窘的遭遇。威尔士在医学会内的名誉大受影响。
这次丑闻之后的两年，威尔士放弃了牙医的行业并成为一位旅行推销员，漫游于康涅狄格州并卖金丝雀、淋浴用具之类的家用的小玩意。1847年，在他从前的伙伴莫顿给他麻醉法的证件之后他回到了巴黎。
1848年1月，威尔士独立做了一个月关于氯仿的试验。他变得更加疯狂。一天威尔士在神志不清状态中匆忙上街，把硫酸泼洒在路过的两名妓女衣服上。他被投入了声名狼藉的纽约托姆布斯监狱。随着药物作用的减弱，威尔士慢慢开始清醒。绝望之中，他意识到了自己所做所为的荒谬。1848年1月24日威尔士在极度沮丧中自杀：他割断了自己的腿动脉，吸入了一定量氯仿以抑制疼痛。
威尔士被埋葬于康涅狄格州哈特福的雪松岭公墓。

## 延伸阅读
- 詹姆斯·杨·辛普森